# Salvador (stad)
Salvador of Salvador da Bahia (volledige naam: São Salvador da Bahia de Todos os Santos, in het Nederlands "Heilige verlosser van de Allerheiligenbaai") is een stad gelegen in het noordoosten van Brazilië aan de Atlantische Oceaan. Ze is de hoofdstad van de deelstaat Bahia. De gangbare naam voor de stad in de spreektaal is Salvador, hoewel in oude documenten soms gesproken wordt van 'Bahia'.
Salvador telt 2.417.678 inwoners (volgens de volkstelling van 2022) en is qua inwonertal de vierde stad van Brazilië, na São Paulo, Rio de Janeiro en Brasilia. De stad kent haar eigen cultuur met overduidelijk Afrikaanse wortels, die daarmee sterk afwijkt van die van de rest van het land. De oude binnenstad staat sinds 1985 op de Werelderfgoedlijst en ligt op een steile heuvel die boven de omgeving uitsteekt. Deze wordt ook wel de bovenstad of Cidade Alta genoemd. De benedenstad of Cidade Baixa is het havengebied. De Elevador Lacerda is een 72 meter hoge lift die reeds in 1873 geopend werd en die de boven- en benedenstad met elkaar verbindt.
Salvador was tot 1763 de hoofdstad van Brazilië. De stad dankt haar naam aan het feit dat de Portugezen de baai binnenvoeren op de dag van Allerheiligen in 1501. Deze baai wordt dan ook de Allerheiligenbaai (of Bahia de Todos os Santos) genoemd. In de beginperiode is de stad veel aangevallen door indianen en vanuit Recife door de Nederlanders, die de stad tussen 1624-1625 kortstondig bezetten.

## Geschiedenis
Na het tekenen van het Verdrag van Tordesillas, waarin de koninkrijken Spanje en Portugal de wereld verdeelden viel het oostelijk deel van Zuid-Amerika aan Portugal toe. In 1501 werd de Allerheiligenbaai al aangedaan door Gaspar de Lemos en in 1502 bezocht door Amerigo Vespucci die deze haar naam gaf. In 1509 leed Diogo Álvares-Correia schipbreuk nabij de baai en leefde daarna een tijd tussen de indianen.
De Portugezen hadden moeite om een goed bestuur op te zetten in de Nieuwe Wereld en in de eerste helft van de 16e eeuw werd het gebied opgesplitst in 15 kapiteinschappen. Dit waren eigenlijk private ondernemingen, geleid door adellijke families, die een kustgebied bestuurden voor eigen gewin. De meeste van deze kapiteinschappen waren geen succes en om deze reden werd er een gouverneur aangesteld voor het hele Portugese bezit.
De eerste gouverneur was Tomé de Sousa en hij stichtte de stad Salvador als hoofdstad van heel Koloniaal Brazilië. De Portugezen hadden overigens al eerder pogingen gedaan om aan de baai een stad te stichten maar ze werden steeds verjaagd door de Indianen. Salvador werd gesticht op het zuidelijkste punt van het schiereiland dat de baai deels omsluit in wat nu Barra genoemd wordt en was een van de eerste Europese koloniale steden in de Nieuwe Wereld. In 1551 werd de stad de zetel van het aartsbisdom. De stad werd een belangrijke haven voor de invoer van Afrikaanse slaven en de export van rietsuiker die geproduceerd werd op plantages in het achterland.
De Sousa haalde ook de Jezuïeten naar Brazilië. Zij zouden een grote rol spelen in het bestuur en de bekering van het gebied. In 1624 werd Salvador veroverd door de Nederlandse West-Indische Compagnie. Een jaar later heroverden Portugese en Spaanse troepen de stad. Meer naar het noorden werd de kolonie Nederlands-Brazilië gesticht die tot 1654 zou blijven bestaan. Vanuit de Nederlandse stad Recife zou Salvador nog meerdere malen worden aangevallen als onderdeel van de Nederlands-Portugese Oorlog.
In 1763 werd de hoofdstad verplaatst naar Rio de Janeiro en werd Salvador de regionale hoofdstad van Bahia en bestuurd door een onderkoning. Hierdoor raakte de stad echter wel op de achtergrond en deed niet mee in de modernisering van het land. Toen Peter de Eerste zichzelf uitriep tot keizer van het onafhankelijke Keizerrijk Brazilië stond Salvador aan de kant van Portugal. Tijdens de Braziliaanse onafhankelijkheidsoorlog die volgde werd Salvador belegerd, van 2 maart 1822 tot de overgave op 2 juli 1823, waarna de stad in handen kwam van de onafhankelijkheidsstrijders. In 1835 vond de Malêopstand plaats, een opstand van met name moslimslaven die mogelijk geïnspireerd waren door de Haïtiaanse Revolutie.
In 1985 werd de bovenstad tot Werelderfgoed uitgeroepen. In 2007 stortte een deel van de tribune in het overbeladen Estádio Fonte Nova in waarbij zeven doden vielen. In 2014 werd de eerste lijn van de metro in gebruik genomen.

## Cultuur

### Afrikaanse wortels
De ontwikkeling van Salvador is sterk beïnvloed door het grote aantal slaven die vanuit Afrika in Salvador aankwamen om te werk gesteld te worden op de vele plantages en suikermolens ('engenhos') die de stad omringden. De overgrote meerderheid van de huidige bevolking van Salvador bestaat uit Afro-Brazilianen die afstammen van de aanzienlijke slavenpopulatie van destijds. Op het centrale plein Praça do Pelourinho (Plein van de Schandpaal) werden opstandige slaven gestraft.
Aan de Afrikaanse cultuur is onder andere ook de candomblé ontleend, een godsdienstig ritueel dat vaak — ten onrechte — met voodoo vergeleken wordt. Daar dit ritueel ook clandestien was in de slaventijd, paste men de oorspronkelijke Afrikaanse godsdienst(en) aan de Rooms-Katholieke Kerk aan. De Afrikaanse goden werden door rooms-katholieke heiligen vervangen. Vele diepgelovige katholieken doen echter ook aan candomblé, hoewel de kerk er eigenlijk nog steeds niet veel van wil weten.

### Culinair
Een culinaire specialiteit van Salvador is de acarajé. Dit is een 'bal' gemaakt van ontvelde bonen (feijão fradinho) die in hete palmolie (dendê) gebakken wordt. Ze worden puur gegeten, of opengesneden waarna er gedroogde/gerookte garnalen, salade en vatapá op worden gedaan. De dendê-olie kan bij westerlingen soms dagenlange darmstoornissen veroorzaken.
Ook de moqueca's zijn erg beroemd. Meestal zijn ze van zeebanket gemaakt. Het zijn grote schotels, een soort vissoep met vis, garnalen, krab, inktvis, schelpdieren enz. Verder zitten er kruiden, tomaat en wat kokosmelk in. De echte moqueca wordt ook met die palmolie klaargemaakt. Een ensopada is hetzelfde, maar bereid zonder dendê-olie. Het wordt opgediend met farofa (gebakken maniok/cassavemeel), salades, witte rijst en vaak die bonen (feijão fradinho).

### Capoeira

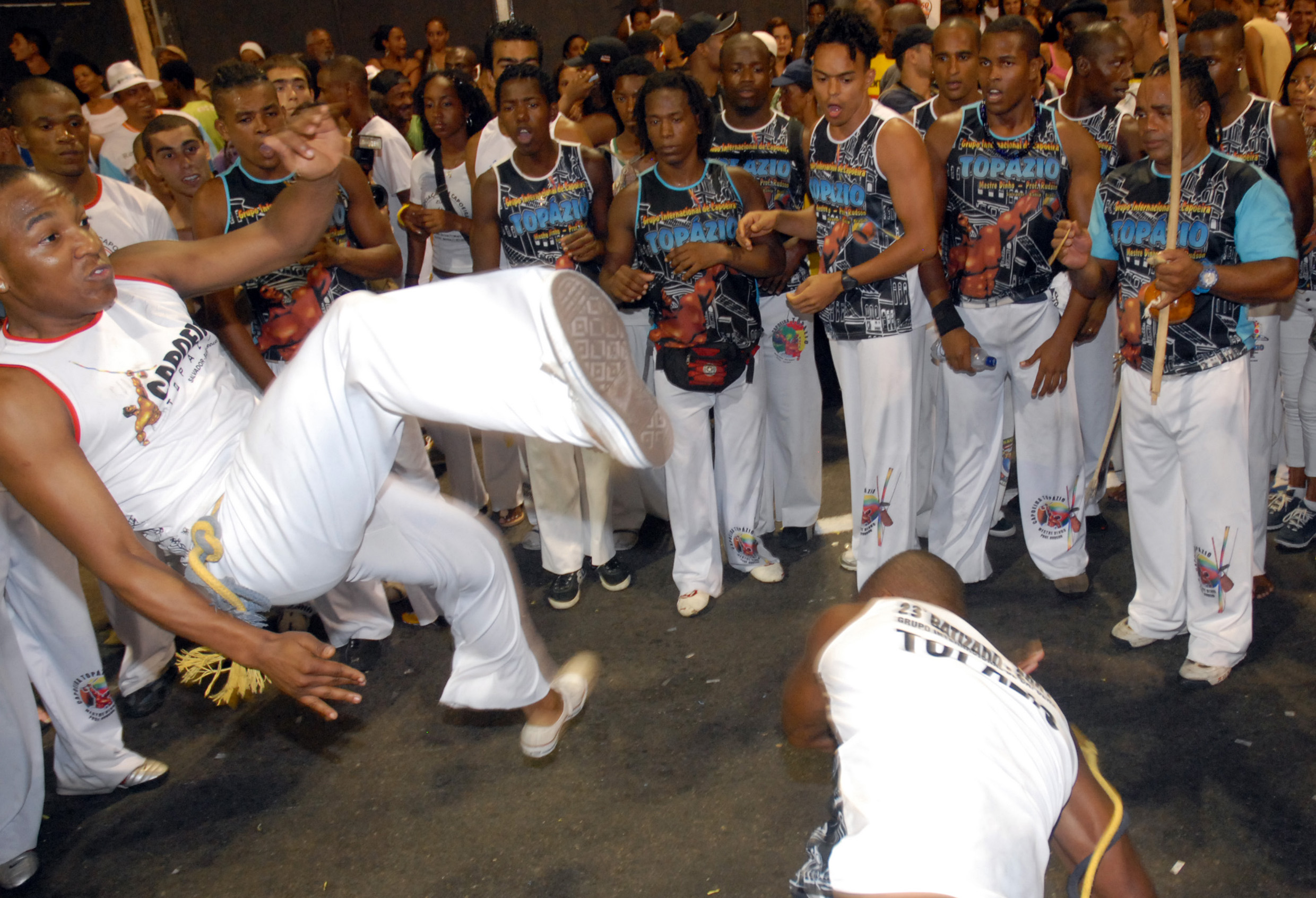
Capoeira op een plein in de oude stad

Capoeira is mengvorm van dans- en vechtsport waarbij twee spelers het onder begeleidende muziek tegen elkaar opnemen. De een valt aan en de ander ontwijkt. Er is geen winnaar of verliezer aangezien men elkaar nauwelijks aanraakt maar het publiek kan vaak wel aangeven wie het spel het beste beheerst. Capoeira heeft haar wortels in soortgelijke spelen of riten die door de Afrikaanse slaven werden meegebracht. Door het gewelddadige overkomen van de sport is deze verboden geweest tijdens het bewind van de president/dictator Getúlio Vargas (1934-1945 en 1951-1954).

### Carnaval
Het Carnaval van Bahia wordt wel het grootste feest ter wereld genoemd. Dit wordt niet alleen in de stad Salvador gevierd maar hier is het uiteraard wel het grootst. Alleen al in Salvador vieren vier miljoen mensen feest, in de straten en op de pleinen, waarvan een kleine miljoen bezoekers van buiten de stad. Bij de organisatie zijn meer dan 100.000 mensen betrokken. Het carnaval begint een week voor Aswoensdag, als op de donderdagochtend Koning Momo (een soort Prins Carnaval) de sleutels van de stad in ontvangst neemt. Hierna volgen grote optochten met vrachtwagen met daarop zangers en dansers en danseressen die tegelijktijdig verschillende routes door de stad rijden. Het feest duurt zes dagen tot aan aswoensdag 12:00 uur waarbij het feest en het dansen grotendeels in de straten en op de pleinen plaatsvindt.

## Werelderfgoed
De historische bovenstad staat sinds 1985 op de werelderfgoedlijst van de UNESCO en onderging in 1990 een grote restauratie. Dit deel van de stad wordt door de lokale bevolking Pelô genoemd, en hier is op een klein gebied een groot aantal koloniale gebouwen te vinden. Aan het centrale plein zijn de Igreja de São Francisco uit 1708 en de kathedraal van Salvador uit de 16e eeuw te vinden.

## Aangrenzende gemeenten
De gemeente grenst aan Candeias, Itaparica, Lauro de Freitas, Madre de Deus, Salinas da Margarida, Santo Amaro, São Francisco do Conde, Saubara, Simões Filho en Vera Cruz.

## Sport
EC Bahia is met twee landstitels de succesvolste voetbalclub van Salvador. De club speelt haar wedstrijden in de Itaipava Arena Fonte Nova. Aartsrivaal EC Vitória speelt zijn wedstrijden in Barradão.
Salvador was een speelstad tijdens het WK voetbal 2014. Op vrijdag 13 juni speelde het Nederlands Elftal in de Itaipava Arena Fonte Nova een groepswedstrijd tegen Spanje, die met 5-1 werd gewonnen. In totaal worden er tijdens het WK vijf wedstrijden in de stad afgewerkt.

## Stedenbanden
Zustersteden van Salvador:
- Luanda, Angola
- Cotonou, Benin
- Aracaju, Brazilië
- Harbin, China
- Havana, Cuba
- Florence, Italië
- Sciacca, Italië
- Angra do Heroísmo, Portugal
- Cascais, Portugal
- Lissabon, Portugal
- Pontevedra, Spanje
- İzmir, Turkije
- Los Angeles, Verenigde Staten
- Miami, Verenigde Staten
- Philadelphia, Verenigde Staten

## Trivia
Het internationale vliegveld van Salvador heeft de IATA-code SSA, afgeleid van São Salvador.

## Galerij

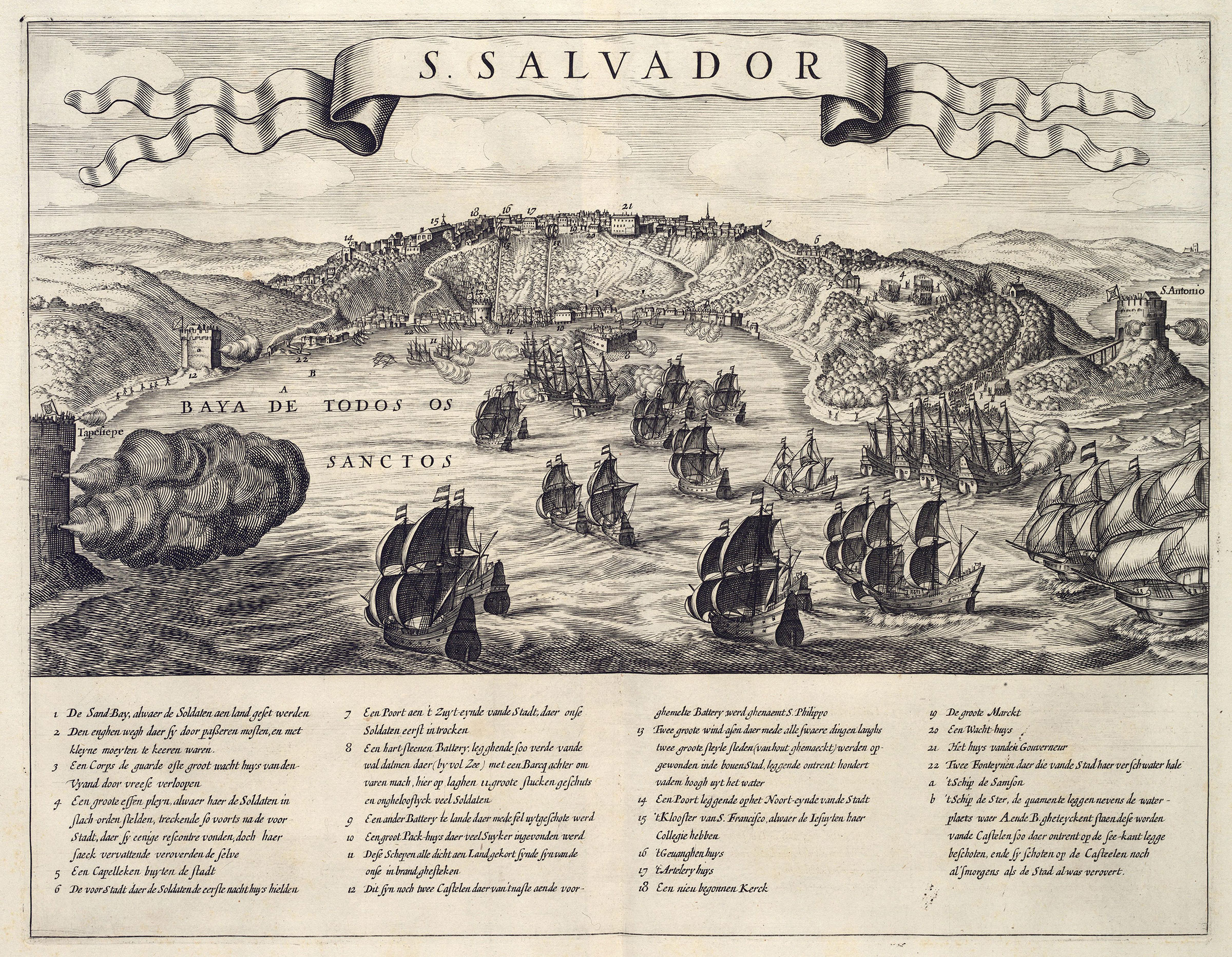
Slag bij Salvador in 1624
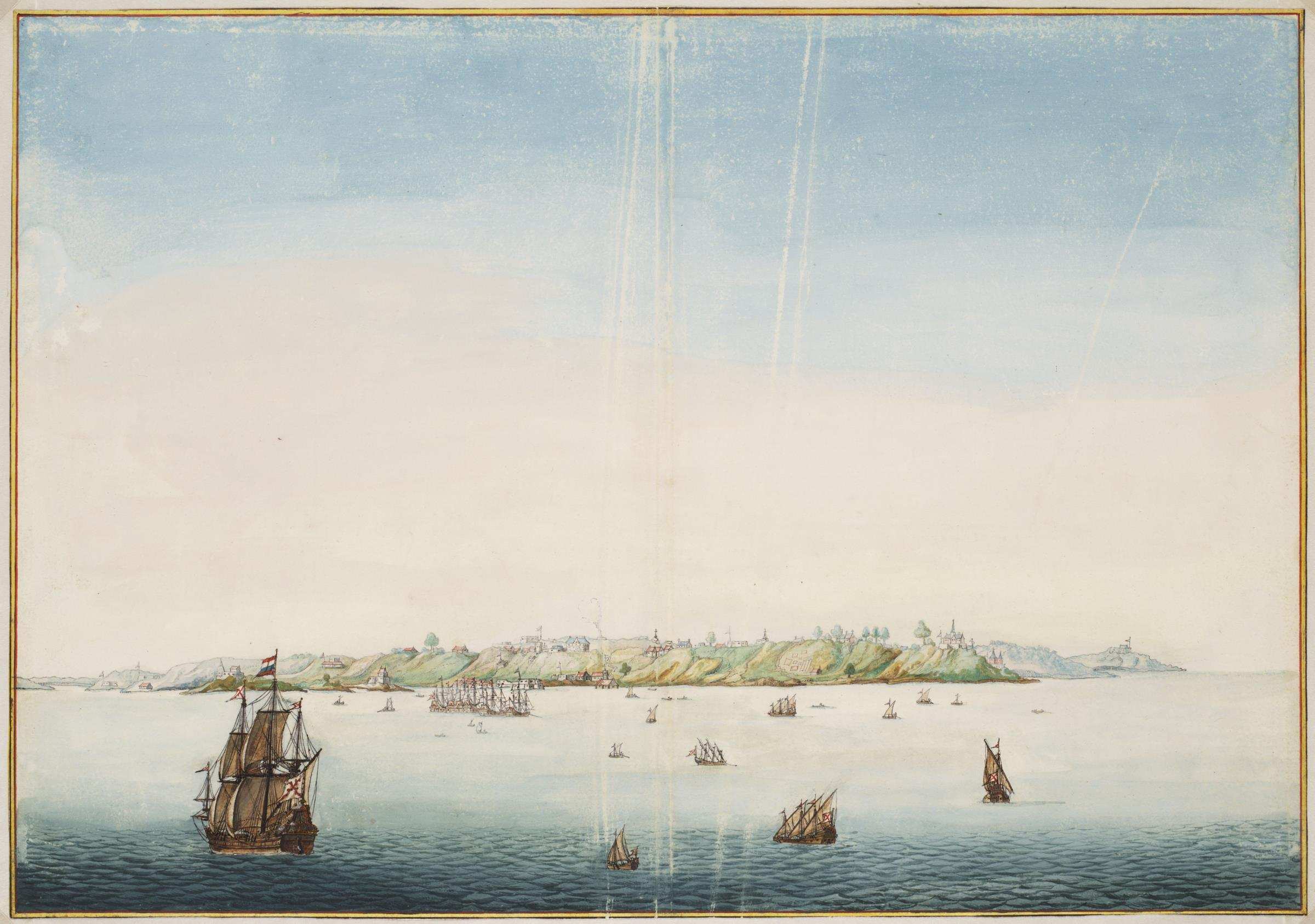
Gezicht op Bahia de Todos os Santos, Allerheiligenbaai, circa 1665
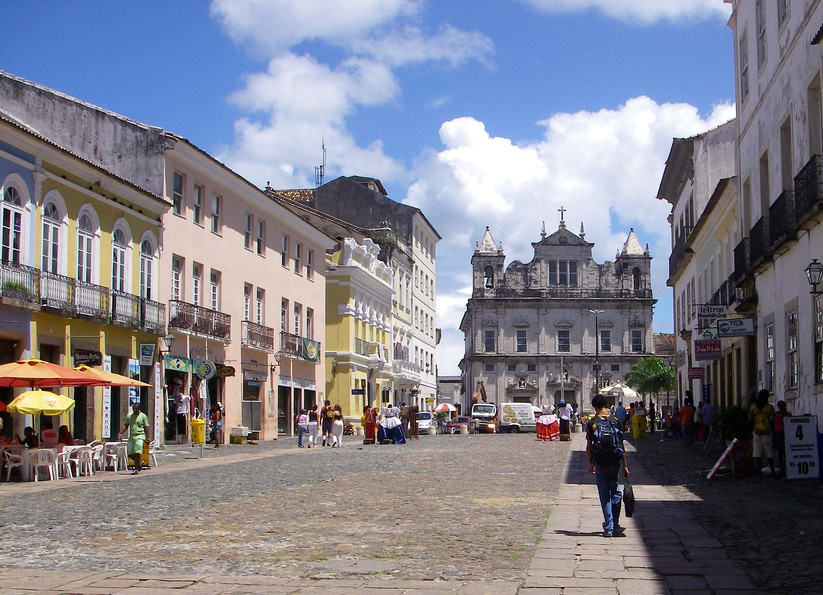
Het centrale plein met de katholieke kerk São Francisco op de achtergrond
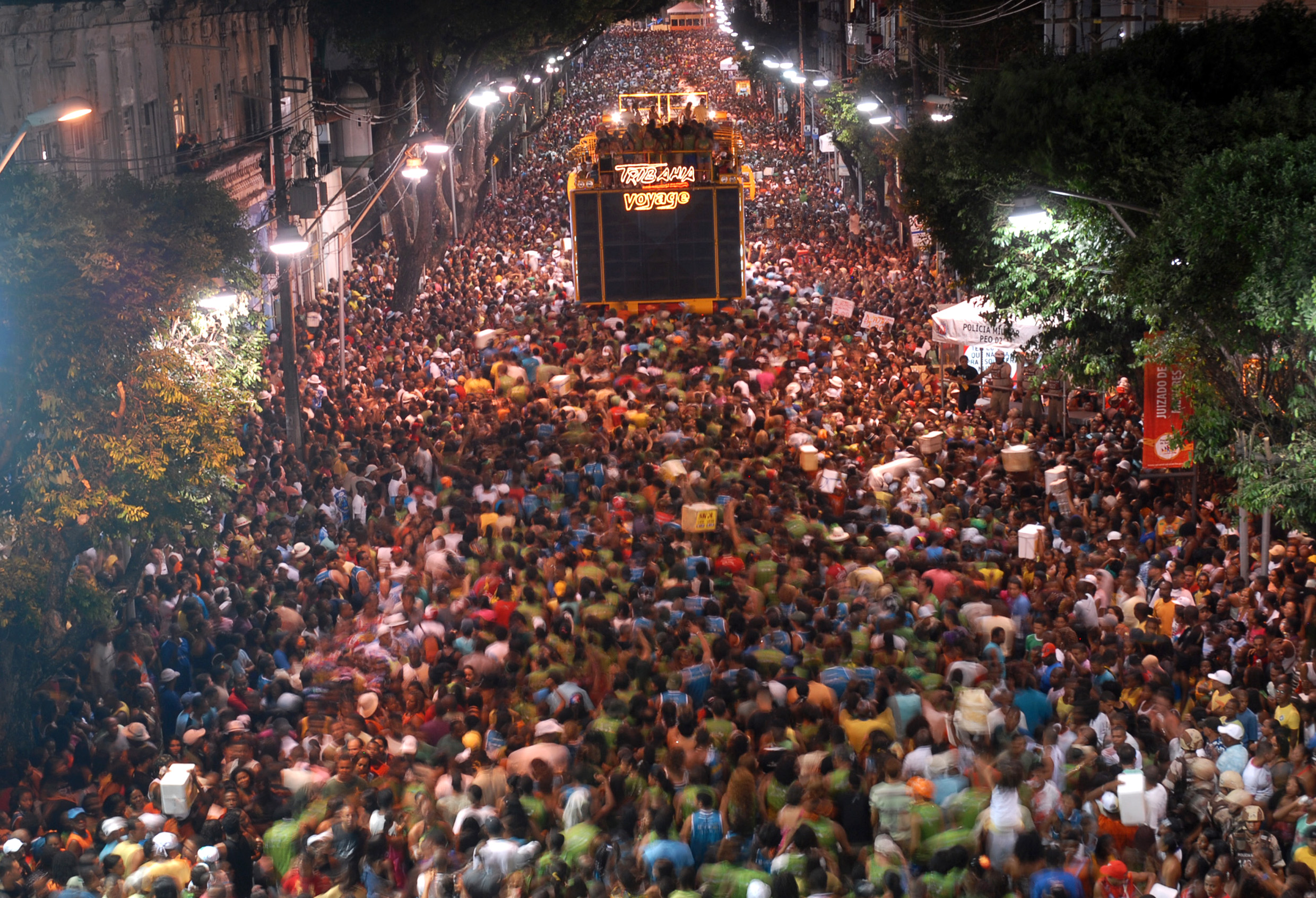
Het grootste straatcarnaval ter wereld
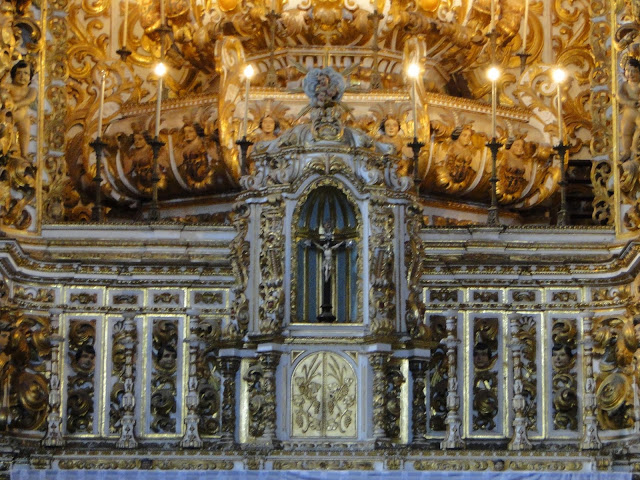
Het interieur van de katholieke kerk São Francisco
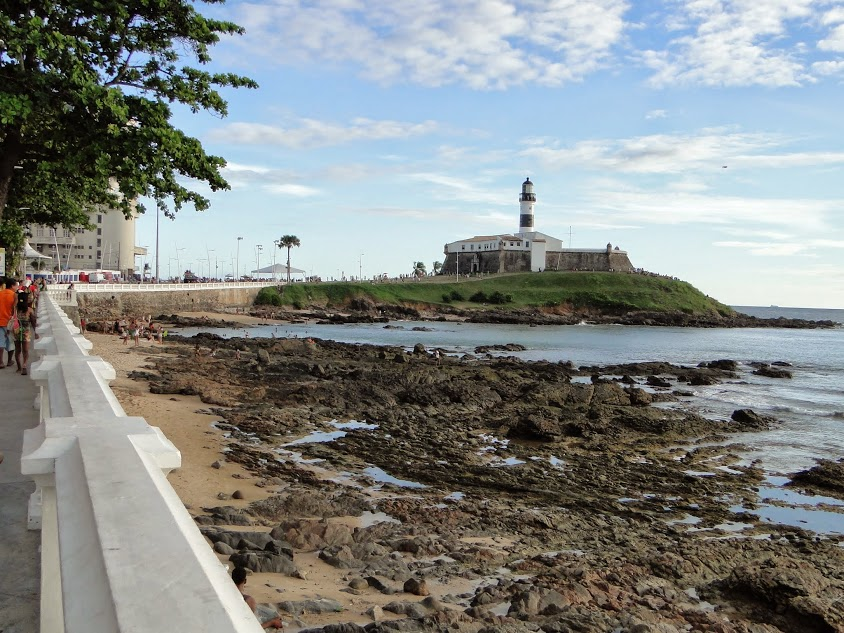
De vuurtoren Farol Da Barra